# Герлах I фон Бюдинген
Герлах I фон Бюдинген (на немски: Gerlach I von Budingen; † сл. 1147) е първият известен господар на господството Бюдинген във Ветерау.

## Произход и управление
Той има брат Ортвин фон Бюдинген и фон Щаден.
Герлах I фон Бюдинген дарява на своя територия манастир Конрадсдорф. Господарите на господството Бюдинген построяват дворец в Бюдинген.
През 1245/1247 г. фамилията на господарите на Бюдинген измира по мъжка линия.

## Деца
Герлах I фон Бюдинген има един двама сина:
- Хартман фон Бюдинген († сл. 5 декември 1195), господар на Бюдинген, бургграф на Гелнхаузен
- Херман фон Бюдинген